# Plecotus turkmenicus
Oreillard du Turkménistan
Espèce
Statut de conservation UICN

 LC  : Préoccupation mineure
L'Oreillard turkmène (Plecotus turkmenicus) est une espèce de chauves-souris de la famille des Vespertilionidae.

## Répartition et habitat
Cette espèce vit au Turkménistan, au Kazakhstan et en Mongolie au sud de l'Altaï. Comme l'Oreillard de Kozlov (Plecotus kozlovi), avec lequel il est parfois sympatrique, il est adapté à la vie dans les milieux très arides.